# Klana
Klana je naselje nekaj več kot 1000 prebivalci na hrvaškem delu Krasa, ki je središče občine Klana (1845 prebivalcev leta 2021, 2011 še skoraj 2000) v Primorsko-goranski županiji.

## Demografija
- naselja v Občini Klana s številom prebivalcev po popisu 2011:
- Breza, 60
- Klana, 1203
- Lisac, 114
- Studena, 382
- Škalnica, 216

| Pregled števila prebivalcev po letih | Pregled števila prebivalcev po letih | Pregled števila prebivalcev po letih | Pregled števila prebivalcev po letih | Pregled števila prebivalcev po letih | Pregled števila prebivalcev po letih | Pregled števila prebivalcev po letih | Pregled števila prebivalcev po letih | Pregled števila prebivalcev po letih | Pregled števila prebivalcev po letih | Pregled števila prebivalcev po letih | Pregled števila prebivalcev po letih | Pregled števila prebivalcev po letih | Pregled števila prebivalcev po letih | Pregled števila prebivalcev po letih |      |      |
| ------------------------------------ | ------------------------------------ | ------------------------------------ | ------------------------------------ | ------------------------------------ | ------------------------------------ | ------------------------------------ | ------------------------------------ | ------------------------------------ | ------------------------------------ | ------------------------------------ | ------------------------------------ | ------------------------------------ | ------------------------------------ | ------------------------------------ | ---- | ---- |
| 1857                                 | 1869                                 | 1880                                 | 1890                                 | 1900                                 | 1910                                 | 1921                                 | 1931                                 | 1948                                 | 1953                                 | 1961                                 | 1971                                 | 1981                                 | 1991                                 | 2001                                 | 2011 | 2021 |
| 888                                  | 764                                  | 868                                  | 970                                  | 922                                  | 1057                                 | 1235                                 | 1489                                 | 1420                                 | 1486                                 | 1496                                 | 1395                                 | 1242                                 | 1180                                 | 1176                                 | 1203 | 1147 |